# IC 1167
IC 1167 ist eine linsenförmige Galaxie vom Hubble-Typ S0 im Sternbild Serpens am Himmelsäquator. Sie ist schätzungsweise 488 Millionen Lichtjahre von der Milchstraße entfernt  und hat einen Durchmesser von etwa 105.000 Lichtjahren. Vom Sonnensystem aus entfernt sich die Galaxie mit einer errechneten Radialgeschwindigkeit von näherungsweise 10.900 Kilometern pro Sekunde.
Nach Lage der Daten bildet sie gemeinsam mit IC 1168, PGC 1470647, PGC 1474529, PGC 3858351, PGC 3858488 und PGC 3858573 eine gravitativ gebundene Galaxiengruppe.
Das Objekt wurde am 8. Juli 1891 von Stéphane Javelle entdeckt.

## Galaktisches Umfeld
| Nr. | Galaxie          | Alternativname            | Rek           | Dek           | Distanz/asec |
| --- | ---------------- | ------------------------- | ------------- | ------------- | ------------ |
| →   | IC 1167          | LEDA/PGC 56900            | 16h03m52.863s | +14d56m47.19s | 0            |
| 1   | LEDA/PGC 3858573 | NSA 114896                | 16h03m55.888s | +14d57m24.40s | 57.50        |
| 2   | LEDA/PGC 1470647 | NSA 114509                | 16h03m45.056s | +14d55m33.01s | 134.75       |
| 3   | IC 1168          | LEDA/PGC 56901            | 16h03m55.691s | +14d54m08.66s | 163.57       |
| 4   | LEDA/PGC 1472692 | NSA 114895                | 16h03m57.157s | +15d00m08.77s | 211.40       |
| 5   | LEDA/PGC 1468769 | NSA 114885                | 16h04m05.881s | +14d51m05.12s | 390.65       |
| 6   | LEDA/PGC 3858488 | 2MASX J16033980+1450587   | 16h03m39.780s | +14d50m59.05s | 396.44       |
| 7   | LEDA/PGC 1474529 | NSA 114892                | 16h03m57.261s | +15d04m29.86s | 466.98       |
| 8   | LEDA/PGC 1468360 | 2MASX J16040960+1450083   | 16h04m09.631s | +14d50m08.32s | 467.04       |
| 9   | LEDA/PGC 100393  | WISEA J160322.21+150029.4 | 16h03m22.208s | +15d00m29.46s | 496.75       |
| 10  | LEDA/PGC 1467667 | WISEA J160353.58+144827.4 | 16h03m53.587s | +14d48m27.50s | 499.75       |
| 11  | LEDA/PGC 1467705 | 2MASX J16034312+1448317   | 16h03m43.147s | +14d48m31.88s | 514.95       |
| 12  | LEDA/PGC 1467964 | NSA 114888                | 16h04m15.328s | +14d49m10.51s | 561.91       |
| 13  | LEDA/PGC 3858351 | NSA 114510                | 16h03m13.519s | +14d53m39.70s | 600.34       |
| 14  | LEDA/PGC 1475817 | 2MASX J16040833+1507162   | 16h04m08.367  | +15d07m16.39s | 668.13       |
| 15  | LEDA/PGC 1470365 | NSA 114903                | 16h04m40.830s | +14d54m50.28s | 704.76       |